# Ben Hutig
Ben Hutig är ett berg i Storbritannien.   Det ligger i kommunen Highland och riksdelen Skottland, i den norra delen av landet, 800 km norr om huvudstaden London. Toppen på Ben Hutig är 399 meter över havet, eller 202 meter över den omgivande terrängen. Bredden vid basen är 6,0 km.
Terrängen runt Ben Hutig är kuperad åt sydväst, men åt nordost är den platt. Havet är nära Ben Hutig åt nordost. Närmaste större samhälle är Tongue, 10,0 km sydost om Ben Hutig. 